# Demetrius Martin Greschuk
Demetrius Martin Greschuk (* 7. November 1923 in Innisfree, Alberta, Kanada; † 8. Juli 1990 in Edmonton) war ein kanadischer Geistlicher und Bischof der ukrainischen griechisch-katholischen Kirche von Edmonton in Kanada.

## Leben
Greschuk absolvierte seine Grundschuljahre in der Nähe von Innisfree. Er setzte seine Schulzeit in der Highschool in Edmonton fort und legte sein Abitur auf dem St. Joseph College in Yorkton ab. Am St. Augustin Seminar studierte er von 1943 bis 1950 Philosophie und Theologie. Am 11. Juni 1950 weihte ihn Bischof Neil Nicholas Savaryn in der Sankt Josaphat Kathedrale in Edmonton zum Priester. Nach der Priesterweihe wurde er Sekretär von Bischof Savaryn und betreute einige Pfarrgemeinden in Edmonton. 1968 wurde er zum Pastor der St. Stephen Gemeinde in Calgary ernannt und blieb dort bis 1974. Am 27. Juni des gleichen Hahres wurde er zum Titularbischof von Nazianzus ernannt und zum Weihbischof in Edmonton bestellt. In dieser Eigenschaft war er seit dem 17. März 1984 auch Apostolischer Administrator von Edmonton. Die Bischofsweihe zelebrierte Bischof Savaryn, es assistierten ihm die Bischöfe Andrew Roborecki von Saskatoon und Isidore Borecky von Toronto. Am 28. April 1986 ernannte ihn Papst Johannes Paul II. zum Bischof von Edmonton.
Er weihte seinen späteren Amtsnachfolger David Motiuk zum Priester und war Mitkonsekrator bei seinem direkten Nachfolger Myron Michael Daciuk OSBM zum Titularbischof von Thyatira, nachdem dieser zum Weihbischof in Winnipeg ernannt worden war.
Im Alter von 66 Jahren starb Greschuk in Edmonton. Zu seinen Ehren wurde nach ihm eine Schule benannt.